# Красная площадь (Чебоксары)
Кра́сная пло́щадь (чув. Хӗрлӗ тӳрем) — одна из старейших площадей Чебоксар, расположенная в исторической части города. Образует единый ансамбль с Чебоксарским заливом.
На площади расположен один из первых национальных театров страны — Чувашский государственный академический драматический театр. Здание театра, носящее имя К. В. Иванова, соседствует с памятником этому основоположнику чувашской литературы и автору знаменитой поэмы «Нарспи».
Среди ключевых объектов площади — Чувашский национальный музей, основанный в 1921 году, и уникальный в России Музей вышитой карты, открытый в 2025 году.
Являясь одним из центральных общественных пространств, площадь притягивает как горожан, так и гостей Чебоксар. Особенно многолюдно здесь во время крупных праздников — Дня города и Дня Чувашской Республики.

## История
На планах города 1829 и 1873 годов место, где сейчас располагается Красная площадь, было занято рынком и именовалось Городской площадью. Название Базарной закрепилось в конце XIX века. Здесь стояли три церкви — Покровская, Успенская и Рождественская — зимняя и летняя, дворянское собрание, городское управление, земство, судебные учреждения. До сегодняшних дней сохранилась только Успенская церковь (храм Успения Пресвятой Богородицы).
Место было окружено холмами и примыкавшими к ним улицами и переулками. Во время ливневых дождей и подъема паводковых вод потоки грязевой жижи переполняли реки Чебоксарка и Кайбулка и заливали эту площадь. 
В переписи улиц и строений 1884 года на этом месте находились Хлебная и Покровская площади, Мясной и Обжорный ряды. 
В начале XX века чебоксарский базар расширился: В 1909 году были открыты 174 торговые точки, в их числе 70 — при смешанной торговле. На втором месте – продовольственные и закусочные. В том же году появляются 12 хлебных лавок, 9 пивных, две водочные, ресторан и трактир. Расширяется торговля мануфактурой и колониальными товарами. Также образовался торговый ряд с каменными двухэтажными магазинами. Самые прибыльные места на магистральной улице города занимали купцы Дрябловы, Игумновы, Виэгины, Иевлевы, Геронтьевы.  
В Чебоксарах базары бывали два раза в неделю — по понедельникам и пятницам. В торговое дело вовлечены тридцать купцов второй гильдии и 180 мелких торговцев. К последним относились и кустари. Они работали в одиночку или объединялись в группы. Таких групп в городе насчитывалось 111, а работающих в них — 228 мастеров, 65 учеников и 37 вольнонаемных. В 1910 году в составе ремесленных заведений числилось 15 булочных, 5 портняжных, 4 сапожных, столько же столярных, 5 плотничных и малярных. Были печники, шубники и бондари. Кустари и крестьянские умельцы производили мебель, предметы быта и домашнюю утварь.  
Около Покровской церкви на базаре отводилось специальное место для торговли зерном и мукой. В народе оно называлось Хлебной площадью. Здесь строились амбары и кладовые.  
В ознаменование образования Чувашской автономии на Красной площади был построен памятник. Сооружение было деревянным. В народе оно называлось «Красными воротами», или «Триумфальной аркой», и находилось между парками «Детский» и имени Н. К. Крупской.
Однако вскоре Красные ворота утратили своё назначение. Арка мешала движению транспорта, поэтому рядом с ней появляется другое сооружение. По форме оно копировало первый вариант мавзолея В. И. Ленина в Москве. В народе здание имело неофициальное название «Мавзолей». Это одноэтажное здание с трибунами, расположенными в верхней части с трех сторон по периметру, все чаще использовалось во время демонстраций и митингов. Внутри здания находился магазин культтоваров. Здесь же торговали книгами. Эти два сооружения не сохранились. Ворота были разобраны в конце двадцатых, а «мавзолей» - в начале тридцатых. 
Базарная площадь оставалась неблагоустроенной, утопала в грязи и пыли. С тех пор, как Чебоксары стали столицей новообразованной Чувашской АО, неоднократно ставился вопрос о переносе торговых рядов в другое место. Так в 1930 году возник «Зеленый базар», просуществовавший вплоть до 1980 года. Новый рынок, как Центральный, закрепился на стыке улиц Гагарина и Усадской, где существует и по сей день.

## Здания и сооружения
- № 1М — Город мастеров
- № 2 — Пешеходный мост
- № 4К — Колесо обозрения
- № 4Н — Музей под открытым небом
- № 5 — Чувашский национальный музей
- № 7 — Чувашский драматический театр

## Транспорт
- С февраля 2019 года автобусные и троллейбусные маршруты не проходят по Красной площади (ранее на площади располагались остановка автобуса маршрута № 20 и конечная остановка трех троллейбусных маршрутов — № 15, № 18, № 100)[4][5]. Ближайшая к площади остановка общественного транспорта — «Дом мод», расположена на улице Композиторов Воробьёвых.

## Реконструкция
С июля 2019 года по 24 июня 2020 года Красная площадь была закрыта на реконструкцию (реализацию проекта в «Реконструкция Чебоксарского залива и Красной площади в рамках создания кластера „Чувашия — сердце Волги“»).
24 июня 2020 года врио Главы Чувашии посетил обновленную Красную площадь в Чебоксарах. Вместе с другими почетными гостями Олег Николаев ознакомился с тем, как была проведена реконструкция исторической части города.
Я считаю, что это не только центр города Чебоксары, но и исторический центр всей Чувашии. При реконструкции здесь были найдены остатки фундамента Благовещенской церкви, на тротуарной плитке это отмечено – основание церкви по контуру отличается более темной плиткой. Таким образом, мы можем видеть границы фундамента.— сообщил доктор исторических наук Олег Широков в ходе экскурсии
Глава администрации г. Чебоксары Алексей Ладыков отметил, что работы по благоустройству будут продолжены: 
Мы учли замечания по поводу того, что на заливе не осталось зеленых зон. Сегодня мы еще раз публично заявляем, что зелень будет. Раньше на Красной площади было чуть более 40 деревьев, среди них голубые ели, пихты, кустарники. Но мы обещаем, что уже этой осенью посадим 200 деревьев и 1000 кустарников. Таким образом, в разы увеличим количество зеленых зон.

Олег Николаев посоветовал подойти к вопросу озеленения очень тщательно. В завершении экскурсии врио Главы Чувашии в общении с журналистами отметил, что остался доволен качеством проделанных работ: 
Видно, что всё сделано с душой. Красная площадь заиграла новыми красками, она стала удобнее, комфортнее, красивее.

## Смежные улицы
- Бульвар Купца Ефремова
- Президентский бульвар
- Улица Композиторов Воробьёвых
- Улица Карла Маркса
- Улица Константина Иванова
- Ленинградская улица
- Ярославская улица